# Per Orsa
Per Orsa (Per Olsson) född 18 december 1839 i Jättendals församling, död 1 juli 1917 i Rogsta församling, Gävleborgs län. Han kallades även för ”Pelle Spelman”, var en väl ansedd spelman och fick ofta ställa upp både på danser och bröllop.
Per Orsa ställde även upp i spelmanstävlingen i Hudiksvall 1910 där han gjorde bra ifrån sig.
På äldre dagar flyttade Per Orsa till Rogsta där han avled 1917. Tack vare bl.a. Pelle Schenell, Rogsta-Lasse och Andreas Olsson har hans låtar förts vidare till yngre spelmän, där bl.a. Anders Gill och Lennart Eriksson är de främsta förvaltarna.